# Atalaya (revue)
Pour les articles homonymes, voir Atalaya.
Atalaya est une revue scientifique française d'études médiévales hispaniques.

## Présentation
Émanant de la SEMYR (en espagnol : Sociedad de Estudios Medievales y Renacentistas) herbergée à l'Université de Salamanque, elle est animée par un réseau international de médiévistes.
Originellement[Quand ?] consacrée au monde hispanique médiéval, la revue Atalaya s'ouvre, dans sa configuration électronique, aux études médiévales romanes. Elle publie des études sur les littératures de la Romania médiévale, ainsi que des travaux des disciplines connexes. Les numéros annuels se composent d’articles, de notes, de comptes-rendus et de documents.
Atalaya est une revue en libre accès disponible à partir du portail OpenEdition Journals.